# Jarek Kolář
Jaroslav "Jarek" Kolář (* 8. listopadu 1977) je český vývojář her a spoluzakladatel dnes již rozpadlé společnosti Pterodon, která fungovala v letech 1998 až 2006, kdy se po „neúspěšném“ projektu Vietcong 2 spojila se společností 2K Czech (tehdejším Illusion Softworks), se kterým vytvořil hry Mafia II a Mafia III. Od června 2015 pracoval ve společnosti Bohemia Interactive Studio (tvůrci her Army a Operace Flashpoint).

## Seznam her
- 1994 – Tajemství Oslího ostrova
- 1994 – 7 dní a 7 nocí
- 1997 – Akte Europa
- 1998 – Hesperian Wars
- 2000 – Flying Heroes
- 2003 – Vietcong
- 2005 – Vietcong 2
- 2010 – Mafia II
- 2013 – Dead Effect
- 2015 – Dead Effect 2
- 2016 – Mafia III
- 2023 – Crime Boss: Rockay City